# 介国公
介国公，是贯穿隋、唐及五代后梁、后唐和后晋的二王三恪爵位，存续时间为：公元581－690，705－750、753－947年。

## 经过
北周大定元年（581年）二月，隋文帝杨坚篡夺北周皇位，并在此后下诏封宇文阐为介国公，食邑一万户，车服礼乐仍按北周天子的旧制，上书皇帝不称为表，皇帝回复不称诏。虽有这样的规定，但实际上未能实行。开皇元年五月壬申日（《隋书》作五月辛未日，相差一天），杨坚暗中派人杀死介国公宇文阐，时年九岁，后表示大为震惊，发布死讯，在朝堂举哀，隆重祭悼，谥为静皇帝，葬在恭陵；以周静帝的堂叔祖宇文洛继为介国公。
此后，原封爵为虞国公的北周远支宗室、与周静帝为堂叔祖父关系的宇文洛即位为介国公，承担二王后祭祀自家宗庙及其他相关礼宾祭司相关的国家大事中的仪宾职责，享受崇高的礼遇和大体相当于二品官员的物质待遇。隋唐时期，介国公承担着主要的礼宾祭祀职责，每次皇帝封禅泰山，亦必定有介国公随行。在政治地位上，介国公享有届于二品和三品官员之间的待遇，为国宾客，不算作是隋唐及五代君主的臣子，更多的具备一些礼仪、象征性的作用。关于介国公处境的资料，除了唐太宗时代有《全唐文》卷四，太宗《建置二王后国官庙宇制》“寝庙不修”之类的记载之外，大都没有明确的记录，只在其他文史古籍当中有只言片语的部分提及，据天宝年间的记载，介国公的物质待遇仍然大体是与三品官员相当的，并不算太差。
武周天授元年，武则天诏废介国公，改以周朝、汉朝后裔为二王后，封舜、禹、汤后裔为三恪。神龙元年，唐中宗废武周二王三恪，复以北周、隋朝后裔为二王后。天宝七载五月，唐玄宗以北魏后裔元伯明为韩国公，北周后为介国公，隋朝后为酅国公。天宝九载九月，又改以商朝、周朝、汉朝为三恪。十二载五月又改回北魏、北周、隋三朝。此为介国公爵位的两废两立。
在五代时期的后梁、后唐、后晋三代，介国公仍然得以存续。在五代时，介国公开始担任官职。介国公宇文颉在后唐末帝时先后担任将作监作和汝州襄城县令，在后晋高祖时任太子率更令的实职职务。

## 列表
在历史上留下记载的介国公爵位持有者有以下人等：
| 姓名     | 世系                         | 朝代 | 地位   | 在位时间                                                                   | 史书记载                                                                                  |
| -------- | ---------------------------- | ---- | ------ | -------------------------------------------------------------------------- | ----------------------------------------------------------------------------------------- |
| 宇文阐   | 宇文赟之子                   | 隋朝 | 宾     | 开皇元年二月己巳-开皇元年五月辛未/壬申 （581年3月9日-581年7月9日/7月10日） | 《北史·隋本纪上第十一》 《周书·帝纪第八》 《隋书·帝纪第一·高祖上》 《北史·周本纪下第十》  |
| 宇文洛   | 宇文阐堂叔祖父，宇文系五世孙 | 隋朝 | 宾     | 不详                                                                       | 《北史·列传第四十五 ·周宗室》 《周书·列传第二》 《元和姓纂·卷六》 《新唐书·宰相世系表一》 |
| 宇文裕   | 宇文洛之子                   |      |        | 不详                                                                       | 《元和姓纂·卷六》 《新唐书·宰相世系表一》                                                 |
| 宇文延   | 宇文裕之子                   |      |        | 不详                                                                       | 《元和姓纂·卷六》 《新唐书·宰相世系表一》                                                 |
| 宇文离惑 | 宇文延之子                   |      |        | 不详                                                                       | 《元和姓纂·卷六》 《新唐书·宰相世系表一》                                                 |
| 宇文庭立 | 宇文离惑之子                 |      |        | 不详                                                                       | 《元和姓纂·卷六》 《新唐书·宰相世系表一》                                                 |
| 宇文超   | 宇文離惑之子                 | 唐朝 | 二王后 | 不详                                                                       | 《册府元龟·卷一七三》 《全唐文·卷0023》                                                   |
| 宇文晏   | 宇文超之子                   | 唐朝 | 二王后 | 开元二十五年六月辛酉-？ （737年7月20日-？）                                | 《册府元龟·卷一七三》 《全唐文·卷0023》                                                   |
| 宇文仲达 | 宇文晏之子                   | 唐朝 | 二王后 | ？-元和十五年闰正月甲寅 （？-820年2月28日）                                | 《旧唐书·本纪第十六》                                                                     |
| 宇文士元 | 宇文仲逵的庶长子             | 唐朝 | 二王后 | ？-开成五年十月 （？-840年）                                               | 《唐会要·二王三恪》                                                                       |
| 宇文颉   | 世系不详                     | 后唐 | 二王后 | 清泰三年七月辛丑（936年8月4日）前后                                        | 《旧五代史·唐书·末帝纪下》                                                                |
| 宇文颉   | 世系不详                     | 后晋 | 三恪   | 天福五年春正月庚寅（940年3月5日）、天福六年二月戊戌（941年3月8日）均有记载 | 《旧五代史·晋书·高祖纪五》                                                                |